# Borja Echevarría
Borja Echevarría de la Gándara (Bilbao, 1968) es un periodista español y director adjunto del diario El País. Precursor del periodismo digital en español, ha liderado varios de los grandes proyectos de información en línea en castellano.

## Biografía
Estudió Ciencias de la Información en la Universidad Complutense de Madrid. En 1995 comenzó a trabajar en El Mundo como redactor de cierre. Más tarde pasó a la sección de Sociedad, igualmente como redactor, hasta que en 1999 fue nombrado jefe de sección de Deportes y, nueve meses más tarde, redactor jefe. Desde ahí, en el año 2001, planificó la integración de las secciones de deportes del papel y de Internet. Durante una temporada también ejerció como redactor jefe de Internacional. Entre los años 2002 y 2006 fue subdirector de elmundo.es. 
En 2007 dejó El Mundo junto a Gumersindo Lafuente para participar en el lanzamiento de soitu.es, medio digital que obtuvo dos premios de la Online News Association (ONA) como mejor medio en lengua no inglesa durante sus dos años de existencia.
Tras el cierre de soitu.es en 2009 fue nombrado subdirector de El País para potenciar la edición digital.
En 2013 le fue concedida la beca Nieman-Berkman Fellow en Innovación Periodística, gracias a la cual pasó un año en Harvard y el MIT estudiando cómo la innovación tecnológica está cambiando las empresas de medios tradicionales.
En 2014 fue contratado por la cadena estadounidense Univision como vicepresidente del área digital de Univision Noticias, equipo que bajo su dirección ganó numerosos premios y reconocimientos, entre ellos tres Premios Ortega y Gasset.
En junio de 2018 fue nombrado director adjunto de El País como parte del equipo directivo de la nueva directora Soledad Gallego-Díaz.